# Under a Blood Red Sky
Under a Blood Red Sky is een opname van een liveoptreden uit 1983 van de Ierse band U2.

## Geschiedenis
Under a Blood Red Sky bevat opnames van drie verschillende liveoptredens in het Red Rocks Amphitheatre, Boston en Sankt Goarshausen in Duitsland, op de uitgave staat echter dat het album is opgenomen in Red Rocks. De gelijknamige video-uitgave is echter wel geheel opgenomen in Red Rocks, en dankzij de omgeving aldaar, de regen en het decor kreeg de video veel bekendheid. Rolling Stone Magazine noemt dit optreden een van de vijftig meest invloedrijke gebeurtenissen van de popmuziek. De titel van het album komt van de gelijknamige regel uit New Year's Day van het album War. Het album bevat de beroemde zin This is not a rebelsong, in het begin van Sunday Bloody Sunday. Ook kent het "zeldzame nummers" als Trash, Trampoline and the Party Girl, meestal simpel Party Girl genoemd, een B-kant van de single A Celebration, uitgebracht tussen October en War. Ook wordt op Under a Blood Red Sky het nummer 11 O'Clock Tick Tock gespeeld. Dit nummer is nooit op album uitgebracht, maar in de begindagen van U2 was dit hun grootste hit en werd vaak twee keer gespeeld per optreden, waaronder één als toegift.
Deze serie optredens stonden bekend om de explosiviteit van de band tijdens optredens. Zo is op de video te zien dat Bono tijdens de show langs een paal op het dak klom en over het canvas liep, terwijl het canvas voorzichtig begon te scheuren. Bono zei later dat hij niet wist wie die man was die dat deed en dat hij niet naar deze beelden kan kijken.

## Tracklist
- 1. Gloria - 4:45
- 2. 11 O'Clock Tick Tock - 4:43
- 3. I Will Follow - 3:47
- 4. Party Girl - 3:08
- 5. Sunday Bloody Sunday - 5:17
- 6. Cry/The Electric Co./Send in the Clowns - 5:23
- 7. New Year's Day - 4:36
- 8. 40 - 3:43

Cry loopt over in The Electric Co. en eindigt in de Steven Sondheim cover Send in the Clowns.
Gloria en Party Girl zijn opgenomen in Red Rocks, 11 O'Clock Tick Tock in Boston en de rest in Sankt Goarshausen.
I Will Follow en The Electric Co. komen van Boy, Gloria van October en Sunday Bloody Sunday, New Year's Day en 40 komen van War.
In 2008 is er een geremasterde versie uitgekomen met zowel de cd als dvd. The Electric Co. is hier op iets ingekort zowel op de cd als dvd-versie. Het stukje "La la la la in America" uit de musical West Side Story ("America") is verwijderd, omdat hier geen toestemming voor was.

## Bezetting
- Bono - zang, gitaar
- The Edge - gitaar, piano, lapsteelgitaar, zang
- Adam Clayton - basgitaar
- Larry Mullen jr. - drums

Bono · The Edge · Adam Clayton · Larry Mullen jr.